# Volker Griese
Volker Griese (* 1965 in Wankendorf) ist ein deutscher Schriftsteller, der sich im Schwerpunkt mit der Literatur und Geschichte Schleswig-Holsteins und Biografien von Autoren beschäftigt.

## Leben und Wirken
Nach dem Abitur studierte Griese Elektrotechnik und beschäftigte sich nebenberuflich mit Literatur, Kunst und Geschichte. Er publizierte zahlreiche Bücher und Artikel zu historischen und literaturgeschichtlichen Themen. So verfasste er biografische Arbeiten zu Gustav Frenssen, Theodor Storm und Detlev von Liliencron. Auch ist er Herausgeber mehrerer Bücher des Dichters Iven Kruse, einer vierteiligen Werkausgabe von Dietrich Theden sowie Autor einer Kurzbiografie dieses Schriftstellers.
Besonders intensiv widmete sich Griese dem Werk von Karl May. Als Mitglied der Karl-May-Gesellschaft leitete er von 1995 bis 2008 deren Autografenarchiv und ist heute Mitglied des Fachausschusses dieser Gesellschaft zur Sicherung von Dokumenten zu Leben und Werk Karl Mays.
Griese ist auch Mitglied der Kempowski-Gesellschaft und gab ein Personenregister zum Werk Walter Kempowskis heraus.

## Werke

### Bücher
- Erich Mühsam Chronik: Leben, Werk, Wirkung. Norderstedt 2019, ISBN 978-3-7494-9960-1
- Iven Kruse. Leben und Werk. Husum 2015, ISBN 978-3-89876-754-5.
- Karl May. Briefe / Karten in Regesten und Registern. Münster 2005, ISBN 3-86582-157-X.
- Fritz Reuter. Chronik seines Lebens. Husum 2003, ISBN 3-89876-098-7.
- Karl May. Personen in seinem Leben. Münster 2003, ISBN 3-936600-71-6.
- Theodor Storm. Chronik seines Lebens. Husum 2002, ISBN 3-89876-049-9.

### Artikel
- Nimbus zerstört. Der Charlottenburger Prozeß und das Urteil der Presse. In: Jahrbuch der Karl-May-Gesellschaft. Husum 1998, S. 40–83.
- Karl Mays Korrespondenz. Eine Übersicht in Registern. In: Sonderheft der Karl-May-Gesellschaft. Nr. 102/1995.
- Vom Schriftsteller zum Patenonkel. Karl May und sein slowenischer Leser August Fabiani. In: Jahrbuch der Karl-May-Gesellschaft. Husum 2011, S. 21–39.